# Paul Sandrique
Pour les articles homonymes, voir Sandrique.
Paul Sandrique, né le 14 juin 1845 à Brunehamel (Aisne) et mort le 14 mai 1892 à Brunehamel, est un homme politique français.

## Biographie
Avocat, il est secrétaire de Gambetta en 1871. Conseiller général du canton de Rozoy-sur-Serre, il est député de l'Aisne de 1882 à 1889, siégeant à gauche et soutenant les gouvernements opportunistes.

## Sources
- « Paul Sandrique », dans Adolphe Robert et Gaston Cougny, Dictionnaire des parlementaires français, Edgar Bourloton, 1889-1891 [détail de l’édition]